# Departamento Juan Martín de Pueyrredón
Juan Martín de Pueyrredón es un departamento de la provincia de San Luis en Argentina, llamado La Capital hasta 2010. 
Tiene una superficie de 13 120 km² y limita al norte con el departamento Belgrano, al noreste con el de Coronel Pringles, al sureste con el departamento General Pedernera, al sur con el de Gobernador Dupuy, y al oeste con la provincia de Mendoza.

## Toponimia
Hasta 2010, su nombre oficial fue Departamento de la Capital, también conocido como Departamento La Capital. La Legislatura Provincial le asigna un nuevo nombre a "La Capital", siendo el de «Juan Martín de Pueyrredón» a partir de 2010. Entre 1951 y 1955 se llamó Departamento Eva Perón.

## Localidades
- Alto Pelado
- Alto Pencoso
- Balde
- Beazley
- Cazador
- Chosmes
- Desaguadero
- El Volcán
- Jarilla
- Juana Koslay
- La Punta
- La Florida
- Potrero de los Funes
- Salinas del Bebedero
- San Jerónimo
- San Luis
- Zanjitas

## Parajes
- Alto Blanco
- Buena Vista
- Charlone
- Colonia Santa Virginia
- Donado
- Donovan
- El Lechuza
- El Portezuelo
- El Recuerdo
- Las Barrancas
- Gorgonta
- Huejeda
- La Irene
- La Seña
- La Soledad
- Las Gamas
- Los Puquios
- Los Coros
- Mataco
- Paso de las Vacas
- Pescadores
- Pozo del Carril
- Punta del Cerro
- San Martín del Alto Negro
- Santa Rosa
- Suyuque Nuevo
- Suyuque Viejo
- Varela
- Villa Pascua

## Demografía
Según los resultados provisionales INDEC del censo 2010 con estimaciones al 2020 la población del departamento alcanza los 489.255 habitantes.
| Población | 7049 | 17 815   | 24 108  | 37 323  | 48 761  | 59 113  | 80 094  | 121 004 | 168 771 | 204 019 | 261697 |
| Variación | -    | +152,73% | +35,32% | +54,81% | +30,64% | +21,23% | +35,49% | +51,07% | +39,47% | +21,18% | + 28,3 |

Fuente: Instituto Nacional de Estadísticas y Censos, INDEC